# MTV Unplugged (álbum de Pearl Jam)
MTV Unplugged es un álbum grabado en directo por la banda estadounidense Pearl Jam. Fue grabado el 16 de marzo de 1992 en Nueva York como parte de la serie MTV Unplugged, una serie de presentaciones en acústico organizada por la cadena de televisión MTV, aunque fue lanzado en formato de audio en 2019, como parte del Record Store Day, con un lanzamiento limitado en vinilo.
En 2020, como parte del 30° aniversario del primer concierto de la banda, el álbum fue relanzado nuevamente el 23 de octubre, esta vez teniendo un lanzamiento menos limitado, estando disponible, esta vez, en CD, LP y en plataformas de streaming.

## Lista de canciones
| N.º   | Título                    | Escritor(es)                            | Duración |  |
| 1.    | «Oceans»                  | Eddie Vedder, Jeff Ament, Stone Gossard | 4:00     |  |
| 2.    | «State of Love and Trust» | Vedder, Ament, Mike McCready            | 3:44     |  |
| 3.    | «Alive»                   | Vedder, Gossard                         | 5:31     |  |
| 4.    | «Black»                   | Vedder, Gossard                         | 5:31     |  |
| 5.    | «Jeremy»                  | Vedder, Ament                           | 5:19     |  |
| 6.    | «Even Flow»               | Vedder, Gossard                         | 5:22     |  |
| 7.    | «Porch»                   | Vedder                                  | 6:18     |  |
| 35:45 |                           |                                         |          |  |